# 시부야정 (도쿄부)
시부야정(渋谷町)은 도쿄부 도요타마군에 일찍이 존재했던 정이다. 현재의 도쿄도 시부야구에 해당한다.

## 역사
시부야씨의 시조인 가와사키 모토가(河崎基家)가 전 구년 전쟁(11세기)의 공으로 겐료이치(源頼義)로부터 하사받은 지령이 얼마 후[언제? 무사시국 도요시마군 시부야현으로 불리게 되었다.
중세에는 가마쿠라 가도가 시부야 고를 관통하여 시부야 씨가 시부야 성을 쌓았다. 에도시대 간분(寛文)시대에 시부야촌(渋谷村)은 '가미시부야촌(上渋谷村)', '나카시부야촌', '시모시부야촌'의 3개 마을로 나뉘었다.
에도시대까지 현재의 시부야구 구역에 있던 마을은 1868년(게이오 4년), 먼저 같은 해에 임명된 무사시 지현사(武蔵知県事) 마쓰무라 장군의 관할로 정해졌다.

### 메이지유신 이후
1870년에 시모시부야촌과 나카시부야촌은 도쿄부 도시마군, 가미시부야촌은 시나가와현 도시마군에 소속되었고, 2년 후인 1872년에 시나가와현이 폐지됨에 따라 가미시부야촌도 도쿄부 도시마군에 편입되었다
1879년에 군구정촌편제법 시행에 따라 도시마군은 미나미토시마군과 기타토시마군으로 나뉘었고, 시부야 3촌인 가미시부야촌, 나카시부야촌, 히가시시부야촌의 시부야 3촌은 모두 미나미토시마군에 속하게 되었다.
- 1870년경 사쓰마번 시마즈 가문이 시부야강 좌안에 있던 영지를 황실에 헌납하여 '황실료 목장'이 설립되었다. 시부야에는 목장에서 일하는 외국인에게 사사받아 육류와 젖소 사육을 업으로 삼는 마을 사람들이 나타났다.
- 1882년, 아오야마학원이 개척사 농사시험장 제2관원 터인 현 위치로 이전.
- 1885년에는 일본 철도 시나가와선(훗날 야마노테선)이 개통되어 시부야역이 개업했다.

또한, 나카시부야촌은 1874년(메이지 7년) 나카토요사와촌에, 가미시부야촌은 1879년(메이지 12년) 가미토요사와촌에, 시모시부야촌은 같은 해에 시모토요사와촌을 각각 편입했다.

### 시부야촌의 성립
1889년에 정촌제 시행가 시행되어 기존의 미나미토시마군 시부야3촌에 아카사카구 시부야미야마쓰초와 시부야칸바라초, 아오야마키타마치7초메와 아오야마미나미마치7초메, 아자부구 아자부히로오초 지역을 각각 추가해 미나미토시마군 시부야3촌이 탄생했다.
- 1898년 도쿄농업대학이 조반마츠 고료지로 이전
- 1901년 에비스 정거장이 맥주 운송 전용 화물역으로 개설
- 1902년 실천여학교 및 여자공예학교가 조반마쓰 고료지로 이전.
- 1906년 야마노테선 에비스역이 1901년 개설된 화물역의 시부야 쪽에서 여객을 취급하기 시작.
- 1907년 다마덴 도겐자카가미~산겐자야 구간 개통. 같은 해 8월 11일 시부야역 앞까지 운행.

### 시부야정의 성립
- 1909년 정으로 승격해 시부야정이 되었다.
- 1911년 도쿄시내철도(후의 도덴)가 나카시부야까지 연장. (1923년 종점을 시부야역 서쪽 출구로 이전.)
- 1927년 도요코선 시부야역, 다이칸야마역이 개통.
- 1928년 하코네 토지가 미나미헤이다이초의 사이고 후작 저택 터를 사이고야마로 명명하여 분양.
- 1932년 도쿄시에 편입되어 시부야정과 동시에 편입된 센다가야정, 요요하타정의 구역을 합하여 시부야구가 되었다.

## 인구
- 1920년　 80,799
- 1925년　 99,022
- 1930년　102,056

## 교통

### 철도
- 철도성
  - 야마노테선
- 다마카와 전기철도 (현 도큐 전철)
  - 도요코선 (현 도큐 도요코선

## 관련서적
- 東京市臨時市域擴張部 『豊多摩郡澁谷町現状調査』 1931年
- 東京府豊多摩郡渋谷町 『渋谷町町勢一斑 昭和7年』 1932年
- 「上渋谷村、中渋谷村、下渋谷村」『新編武蔵風土記稿』 巻ノ10豊島郡ノ2、内務省地理局、1884年6月。NDLJP:763976/80。